# جسر آي-35 دبليو على نهر المسيسيبي
كان جسر آي–35 دبليو على نهر الميسيسبي (المعروف رسميًا باسم جسر 9340) عبارة عن جسر فولاذي قوسي جملوني مؤلف من ثمانية مسارب، حملَ الطريق السريع 35 دبليو عبر شلالات سانت أنتوني في نهر المسيسيبي في مدينة مينيابوليس، ولاية مينيسوتا، الولايات المتحدة. افتُتح الجسر عام 1967 وكان أكثر جسور مينيسوتا اكتظاظًا، ينقل 140,000 مركبة يوميًا. تعرض لانهيار كارثي في ساعة الذروة المسائية يوم 1 أغسطس عام 2007 مما أدى إلى مقتل 13 شخص وإصابة 145 آخرين. أشار المجلس الوطني لسلامة النقل أن السبب المرجح للانهيار هو وجود عيبٍ تصميميّ، مشيرين إلى تمزق صفيحة وصل رقيقة جدًا على طول خط البراشيم الذي عليها، وساهم وجود وزن إضافي على الجسر في ذلك الوقت بالانهيار الكارثي.
أتت المساعدات التعاونية مباشرةً في منطقة مينيابوليس سانت بول الحضرية بالإضافة إلى موظفي استجابة الطوارئ والجمعيات الخيرية ومتطوعين، وخططت دائرة نقل مينيسوتا لإنشاء جسر بديل وهو جسر شلالات سانت أنتوني على طريق آي-35 دبليو السريع. اكتملت عمليات البناء على الجسر البديل بسرعة، وافتُتح في 18 سبتمبر عام 2008. 

## التصميم والتشييد
صُمم الجسر - سُمي بشكل رسمي «جسر 9340» - من قِبل شركة سفيردروب وبارسيل بناءً على المواصفات القياسية لعام 1961 الخاصة بأشتو (الجمعية الأمريكية لموظفي الطرق السريعة والنقل واختصارًا أشتو). كانت عقود البناء، تساوي بالمجمل أكثر من 5.2 مليون دولار أمريكي في ذلك الوقت، عُرضت في البداية على شركة هاركون وشركة التشييد الصناعية. عبّرت هاركون عن مخاوفها من المشروع، إذ أفادت بأن أحد أجزاء الجسر، الركيزة 6، لا يمكن بناؤه كما هو مخطط. بعد نقاشات فاشلة مع دائرة نقل مينيسوتا، تراجعت هاركون عن المشروع بالكامل.
بدأت أعمال التشييد على الجسر عام 1964 واكتمل التركيب وافتُتح من أجل حركة المرور عام 1967 خلال عصر سادت فيه المشاريع الضخمة لبناء نظام الطريق السريع للمدينتين التوأم. حين انهار الجسر، كان لايزال أحدث معبر للنهر مبني على موقع جديد في مينيابوليس. بعد أن انحسرت طفرة البناء خلال سبعينيات القرن العشرين، تحولت إدارة البنية التحتية نحو المراقبة والصيانة.
امتدت مجازات الجسر الأربعة عشرة بطول 580 متر. تشكلت المجازات الثلاثة الرئيسية من نموذج الجملون السفلي بينما كانت جميع المجازات باستثناء اثنين من المجازات الطرفية المتقاربة من نظام الجسور ذات العوارض الفولاذية المتعددة، كان المجازين المستثنيين عبارة عن بلاطة خرسانية. لم تُبن ركائز في معبر الملاحة؛ بل تألف المجاز الوسطي للجسر من جملون قوسي فولاذي بطول 140 متر فوق قناة الملاحة التي يبلغ عرضها 119 متر. توضعت ركيزتي دعم الجملونات الرئيسية - كانت كل واحدة منها تحمل اثنين من الأعمدة الخرسانية الحاملة في كِلا طرفي المجاز الرئيسي الوسطي - على ضفتي النهر المتقابلتان. كان المجاز الوسطي متصلًا مع الطرفين الشمالي والجنوبي بواسطة مجازات أقصر شكلتها الجملونات الرئيسية نفسها. كان كل واحد منها بطول 81 متر، وكانت متصلة مع المجازات المجاورة لها بواسطة ظفر بطول 11.6 متر. يتراوح عمق (الارتفاع بين الوترين العلوي والسفلي للجملون) الجملونين الرئيسيين، واحد في كل طرف، من 18.3 متر فوق ركيزتهم وأعمدتهم الخرسانية، إلى 11 متر في منتصف الجسر في المجاز الوسطي و9 متر في النهايات الخارجية للمجازين المتصلين معهما في كل طرف. توضعت الجملونات السفلية أعلى الجملونات الرئيسية، وكانت بعمق 3.6 متر وبشكل مُكمّل للجملونات الرئيسية. استندت جوائز سطح الجسر العرضية، جزء من الجملون السفلي، على الجملونات الرئيسية. دعمت هذه الجوائز مدادات سطح الجسر المتوضعة بشكل طولاني وبعمق (ارتفاع) 69 سم، كما دعمت طبقة الرَصف المؤلفة من الخرسانة المسلحة. بلغ عرض سطح الجسر 34.5 متر وكان مقسوم بشكل طولاني. كان فيه وصلات تمدد عرضية في مراكز المجازات الرئيسية الثلاث ونهاياتها. ارتفع سطح الطريق عن سطح الماء 35 متر تقريبًا. 

### نظام الوقاية من الجليد الأسود
في يوم 19 ديسمبر عام 1985، وصلت درجة الحرارة إلى 34 مئوية تحت الصفر. عانت المركبات التي تعبر الجسر من الجليد الأسود وكان هناك حوادث اصطدام بين عدة سيارات على الطرف الشمالي للجسر. في شهري فبراير وديسمبر عام 1996، اعتُبر الجسر بأنه منطقة المناخ البارد الوحيدة الأكثر خطرًا في نظام الطريق السريع للمدينتين التوأم، بسبب الطبقة الرقيقة غير الاحتكاكية من الجليد الأسود التي تتشكل باستمرار حين تنخفض درجات الحرارة إلى ما دون درجة التجمد. ساهم موقع الجسر القريب من شلالات سانت أنتوني بشكل كبير في مشكلة تشكل الجليد وعُرف عن الموقع تكرار حدوث الانزلاقات وفقدان السيطرة على السيارات وحوادث الاصطدام.
بحلول شهر يناير عام 1999، بدأت دائرة نقل مينيسوتا باختبار محاليل كلوريد المغنيزيوم ومزيج من كلوريد المغنيزيوم ومنتج ثانوي من عمليات تصنيع الذرة لمعرفة ما إذا كان أحد منهما سيحد من الجليد الأسود الذي يظهر على الجسر خلال أشهر الشتاء. في شهر أكتوبر عام 1999، أضافت الولاية فتحات تعمل على ضبط حرارة سطح الجسر وذلك برشّه بمحلول أسيتات البوتاسيوم لإبقاء المنطقة خالية من جليد الشتاء الأسود. دخل النظام حيز التنفيذ عام 2000.
على الرغم من أنه لم يكن هنالك حوادث اصطدام إضافية كبيرة بين مركبات متعددة بعد تركيب نظام إزالة الجليد الآلي، أُثيرت احتمالية أن تكون أسيتات البوتاسيوم قد ساهمت بانهيار الجسر من خلال تسببها بتآكل الدعامات الإنشائية، إلا أن التقرير النهائي لمجلس سلامة النقل الوطني وجد أن التآكل لم يكن عاملًا مساهمًا.

## الصيانة والمراقبة
منذ عام 1993، كان الجسر يُراقب سنويًا من قِبل من دائرة نقل مينيسوتا، إلا أنه لا يوجد تقرير مراقبة مكتمل في عام 2007، بسبب الأعمال الإنشائية التي كانت قائمة عليه. في السنوات السابقة للانهيار، نسبت العديد من التقارير، المشاكل إلى هيكل الجسر. في عام 1990، أعطت الحكومة الفدرالية جسر آي-35 تقييم «مَعيب إنشائيًا»، مشيرين إلى وجود تآكل كبير في حوامله. حصل ما يقارب 75,000 جسر أميركي آخر على هذا التصنيف عام 2007.
وفقًا لدراسة أُجراها قسم الهندسة المدنية في جامعة مينيسوتا عام 2001، فقد اكتُشف التصدع سابقًا في الجوائز العرضية في نهاية المجازات الطرفية قرب النهر. كانت الجملونات الرئيسية متصلة مع هذه الجوائز العرضية وكانت مقاومتها للحركة في نقطة الاتصال مع الحوامل تسبب تشوه غير متوقع وخارج الحسبان في الجوائز العرضية وتشقق لاحق ناتج عن الإجهاد. عولج الوضع قبل الدراسة بواسطة ثقب الشقوق للحد من انتشارها أكثر وإضافة دعائم للجوائز العرضية لمنع حدوث تشوه أكبر. أشار التقرير أيضًا إلى أحد الشواغل المتعلقة بنقص الدعم الاحتياطي في نظام الجملون الرئيسي، مما يعني أن الجسر كان معرضًا لخطر الانهيار بنسبة كبيرة في حال حدوث أي قصور هيكلي. على الرغم من استخلاص التقرير لعدم حدوث مشكلة في الجسر يُسببها التصدع الناتج عن التعب في المدى المنظور، إلا أنه اقتُرح إجراء مراقبة منتظمة ومراقبة للصحة البنيوية واستخدام مقياس الانفعال.
في عام 2005، صُنف الجسر مرة أخرى بأنه «مَعيب إنشائيًا» ومن الممكن وجود حاجة لاستبداله، وفقًا لقاعدة بيانات الجرد الوطني للجسور التابعة لوزارة النقل الأمريكية. لوحظت المشاكل في تقريري مراقبة متتاليين. لوحظ في المعاينة التي أُجريت في 15 يونيو عام 2006 مشاكل تصدع وتعب. في 2 أغسطس عام 2007، قال الحاكم تيم بولنتي أن هناك خطة لاستبدال الجسر عام 2020.
صُنف الجسر آي-35 قرب أدنى تصنيفات المراقبة الفدرالية على المستوى الوطني. يستخدم مراقبو الجسر نظام تقدير كفاءة يُصنِّف من القيمة الأعلى، 100، إلى القيمة الأدنى، صفر. في عام 2005، صنفوا الجسر بالقيمة 50، مما يشير إلى احتمالية وجوب استبداله. من أصل أكثر من 100,000 جسر مستخدم بكثافة، صُنف نحو 4% منهم فقط تحت القيمة 50. على مقياس آخر، صُنف جسر آي-35 دبليو «معيب إنشائيًا»، لكنه اعتُبر مُحققًا «للحدود الدنيا المسموحة ليُترك في مكانه كما هو».
في شهر ديسمبر عام 2006، جرى التخطيط لتنفيذ مشروع تسليح فولاذي للجسر. لكن، أُلغي المشروع في يناير عام 2007 من أجل إجراء معاينات أمان دورية، بعد أن أدرك المهندسون أن عمليات الحفر من أجل التحديث ستُضعف الجسر في الواقع. في الوثائق الداخلية لدائرة نقل مينيسوتا، تحدث المسؤولون عن احتمالية انهيار الجسر، وقلقوا من أنه سيتعين عليهم اعتباره غير صالح للاستعمال.
تضمنت أعمال البناء التي جرت قبل أسابيع من الانهيار، أعمالًا تتعلق بالوصلات واستبدال للإضاءة والخرسانة وسكك الحماية. في وقت الانهيار، كان هنالك أربعة من المسارب الثمانية مغلقة لإعادة تسوية طبقات السطح، وكان هنالك 261 طن من معدات ولوازم التشييد على الجسر.